# أبطال الكرة فرسان الزمن
 أبطال الكرة فرسان الزمن أنمي تلفزيونية على أساس لعبة، بثّ على تلفزيون طوكيو، حيث أنتج المسلسل من طرف شركة ليفل-5 بالتعاون مع تلفزيون طوكيو، دنتسو، أو إل إم.وهو مقتبس من ليفل-5 لسلسلة لعبة فيديو من نفس العنوان.
بُث الموسم على شبكة تي في طوكيو من 18 من أبريل 2012 حتى 8 من مايو 2013. تم إنتاج الموسم بواسطة ليفيل 5 بالاشتراك مع تلفزيون طوكيو.دينتسو، وOLM. كلب

## القصة
بعد عودة بيان من تدريس كرة القدم للأطفال المحليين، يعود إلى مدينته، ليكتشف أن نادي كرة القدم لم يكن موجودًا على الإطلاق. حيث يحاول ألفا ومجموعة معه، وهي منظمة من المستقبل عازمة على تدمير كرة القدم، ومحو ذكريات كرة القدم في كل العالم. وبمساعدة فهد ولطفي، اللذان من المستقبل، وجب على بيان وأصدقائه هزيمة المنظمة من أجل إعادة كرة القدم.

## الملخص
تبدأ القصة بمتابعة نجاح فريق النسور في بطولة كرة القدم. حيث يعود بيان إلى مدرسة النسور الإعدادية، ولكنه يكتشف أن الأمور قد تغيرت. أعضاء فريق النسور لم يعودوا لاعبي كرة قدم بعد الآن. في الواقع، لا يوجد نادي لكرة القدم في المدرسة. وذلك عندما ظهر ألفا أمامه. حيث يريد ألفا محو شغف بيان بكرة القدم.

## الأصوات
| الشخصية        | صوت الدبلجة السورية | الشخصية     | صوت الدبلجة السورية |
| -------------- | ------------------- | ----------- | ------------------- |
| بيان           | مي سكر              | أوس         | مي سكر              |
| هاني           | رغدة الخطيب         | مروة        | صابرين الورار       |
| أمير           | آلاء الخضر          | عامر        | مهجة الشيخ          |
| كوثر           | سمر كوكش            | زين         | إياس أبو غزالة      |
| فؤاد           | باسل الرفاعي        | ألفا        | وئام دريباتي        |
| هشام           | فادي الحموي         | صقر         | أسعد سنديان         |
| بيتا           | مي مرهج             | مجدي        | عادل أبو حسون       |
| أماني          | رشا بيدس            | بشر         | أحمد حجازي          |
| رواد           | أحمد حجازي          | عقاب        | رأفت بازو           |
| لطفي           | رأفت بازو           | صابر        | محمد مصطفى          |
| سيد            | حنان شقير           | جد عامر     | محمد مصطفى          |
| منى            | فدوى قرحيلي         | زيدان       | أيهم عباسي          |
| مجدي           | محمد أيتوني         | جودي دارك   | صفاء رقماني         |
| غاما           | وائل ناجي           | ليوبي       | سامر الجندي         |
| ساكاموتو ريوما | محمد مصطفى (ممثل)   | أوكيتا سوجي | محمد أيتوني         |
| الحاكمة كومي   | صفاء رقماني         | روان        | كاثرين الصايغ       |
| اللاعب صخر     | وفاء الحسين         | تودو        | خلدون قاروط         |

### طاقم العمل
- الترجمة: نور السيد
- الإعداد: محمد خير الزرعي ،عبد الله ادريس
- التدقيق اللغوي: محمد نهيل عنطوز
- المونتاج: سامر القزة
- التترات: محمد علاوة
- هندسة الصوت: عبد الرحمن الزيبق
- المكساج: محمد الزايد
- ماسترينغ: لويس أبو عسلي
- المعالجة الإلكترونية: نور الدبسي
- الشارة :
- كلمات وألحان : حسين دنورة
- أداء: علي خضّور، حسين دنورة
- المتابعة المالية: محمد حسان مهنا، فراس رنة
- م. مخرج: رنيم الخضراوي
- الإدارة التنفيذية: محمد القزة
- الإشراف الفني: رأفت بازو